# Атанас Бадев
Атанас Бадев — (14 січня 1860, Прілеп — 21 вересня 1908, Кюстендил) — македонський та болгарський композитор та педагог, автор православної хорової музики, пісень для дітей та обробок народних пісень.

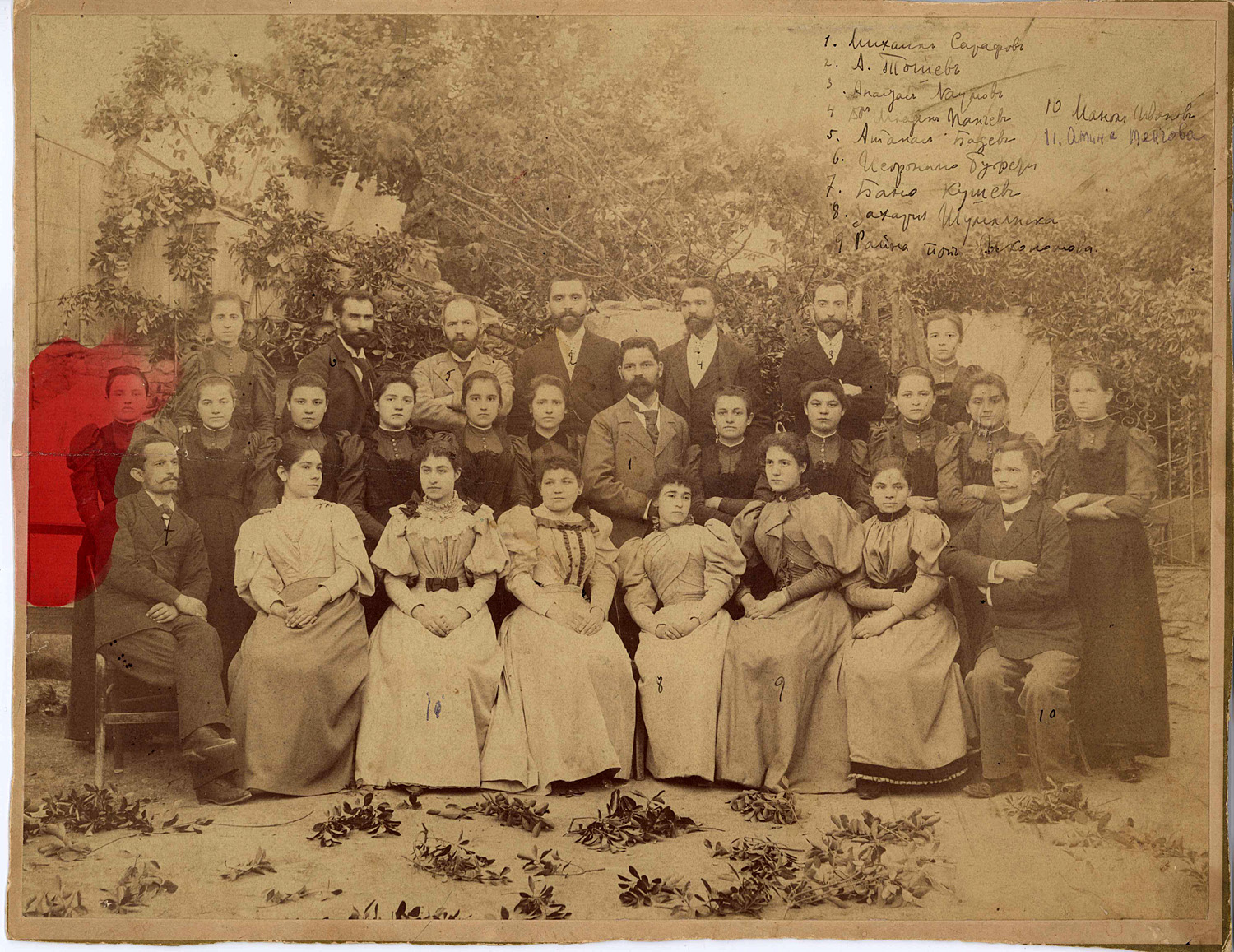
Бадев як вчитель середньої школи для жінок у Салоніках, третій зліва у верхньому ряду. У правому куті фотографії містяться підписи вчителів, автограф Бадева під номером 5

Середню освіту здобув у Прілепі, Салоніках та Софії. Надалі вчився у Москві в православній Синодальній школі співу, і 1886—1890 роках співав у придворній капелі в Санкт-Петербурзі, де брав уроки композиції у Микола Римський-Корсакова та М. Балакирєва. Починаючи приблизно з 1890 та 1891, а потім в 1896 був учителем музики в Салоніках, 1892 — в Бітолі, в 1897 та 1898 в Русеі 1899 в семінарії в Самоково, з 1901 до смерті — в Кюстенділі. У Прілепі та Салоніках керував шкільними та самодіяльними хорами, очолював православний хор, що сприяв популяризації російської літургійної музики.
В 1904 опублікував роботу з аналізу ритмічної та метричної будови болгарських народних пісень. Є автором понад 40 дитячих та народних пісень. Він також є автором першої в історії Болгарської Православної Церкви літургії Івана Златоустого, написаної місцевим автором на основі специфіки Болгарської православної співочої традиції. Ця робота була опублікована в Лейпцигуі 1898 і є однією з найважливіших робіт південнослов'янських авторів цього типу з кінця дев'ятнадцятого століття.